# Lachapelle-Graillouse
Lachapelle-Graillouse é uma comuna francesa na região administrativa de Auvérnia-Ródano-Alpes, no departamento de Ardèche. Estende-se por uma área de 20,48 km². Em 2010 a comuna tinha 196 habitantes (densidade: 9,6 hab./km²).